# Tipula vibratrix
Tipula vibratrix är en tvåvingeart som först beskrevs av Carl von Linné 1761.  Tipula vibratrix ingår i släktet Tipula och familjen fjädermyggor.
Artens utbredningsområde är Sverige. Inga underarter finns listade i Catalogue of Life.